# 7,5 cm LG 40
75-мм легка безвіткотна гармата LG 40 (нім. 7.5 cm Leichtgeschütz 40) — німецька легка безвідкатна гармата періоду Другої світової війни. Безвідкатна гармата розроблялася безпосередньо для озброєння повітрянодесантних військ Третього Рейху і призначалася для виконання завдань протитанкової оборони десантних підрозділів. Гармата також десантувалася з повітря парашутним способом. Уперше була застосована в ході операції «Меркурій» — повітрянодесантної операції з вторгнення на острів Крит.